# Parasyscia browni
Parasyscia browni (лат.) — вид муравьёв рода Parasyscia (ранее в Cerapachys) из подсемейства Dorylinae. Эндемик Индии.

## Распространение
Встречаются в Южной Азии: север Индии (штат Уттаракханд, Rajaji Forest Area, на высоте 660 м).

## Описание
Мелкие муравьи от красновато-коричневого до чёрного цвета (ноги и усики светлее; длина около 5 мм). P. browni значительно отличается от всех ранее известных видов. Его можно отличить от Parasyscia aitkenii по чёрному цвету (одноцветному), морщинисто-сетчатой скульптуре и сильно сжатому перетяжкой брюшку, с 1-м тергитом брюшка, который намного шире постпетиоля, тогда как P. aitkenii двухцветный, ямчатый, а 1-й тергит такой же, как широкий, как постпетиоль. Parasyscia indicus красновато-коричневый, ямчатый, петиоль длиннее, чем его ширина, а голова субтреугольная, в то время как у C. browni петиоль шире, чем длина, а голова прямоугольная. Усики 12-члениковые с булавой, скапус короткий. Предположительно, как и другие виды рода, мирмекофаги. Обнаружены в подстилочном лесном слое.
Вид был впервые описан в 2013 году индусскими энтомологами Химендером Бхарти (Himender Bharti) и Шахидом Али Акбаром (Shahid Ali Akbar; Department of Zoology & Environmental Sciences, Punjabi University, Patiala, Индия) под названием Cerapachys browni Bharti & Ali Akbar, 2013. C. browni является третьим представителем группы doheryti из Индии с ранее известными Parasyscia aitkenii Forel, 1900 и Parasyscia indica Brown, 1975. Видовое название C. browni дано в честь американского мирмеколога William L. Brown, Jr..
С 2016 года в составе рода Parasyscia.